# Кастелафиуме
Кастелафиу̀ме (на италиански: Castellafiume) е село и община в Южна Италия, провинция Акуила, регион Абруцо. Разположено е на 840 m надморска височина. Населението на общината е 1116 души (към 2014 г.).